# Andersova armáda

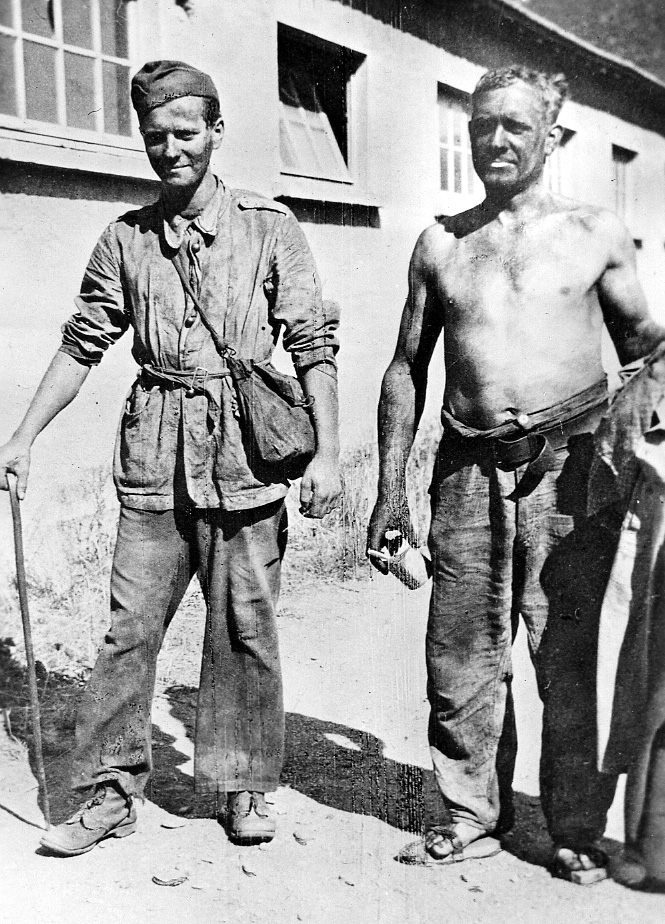
Polští dobrovolníci do Andersovy armády, kteří byli propuštění ze sovětských táborů pro válečné zajatce

Andersova armáda byl neformální název polských ozbrojených sil, vytvořených během druhé světové války v letech 1941 a 1942 v Sovětském svazu z propuštěných polských občanů, do té době vězněných v sovětských gulazích a věznicích (k jejich propuštění došlo na základě paktu Sikorski-Majskij). Název nesla na počest jejího velitele generála Władysława Anderse. V březnu 1942 byla armáda evakuována tzv. Perským koridorem přes Írán a Irák do britské mandátní Palestiny. Tam přešla pod britské velení a stala se základem 2. polského sboru, který se podílel v bojích například na italské frontě.
Mezi příslušníky Andersovy armády patřil například budoucí izraelský premiér Menachem Begin.